# Liam Schluter
Liam Schluter (nascido em 11 de janeiro de 1999) é um nadador paralímpico australiano com deficiência intelectual. Defendeu as cores da Austrália disputando os Jogos Paralímpicos do Rio de Janeiro, em 2016.

## Biografia
Schluter nasceu no dia 11 de janeiro de 1999. Atua como jardineiro no Centro Aquático Kawana Waters.

## Natação
Schluter começou a praticar natação aos dez anos. Durante o INAS Global Games de 2015, conquistou medalhas de ouro nos 400 e nos 1500 metros livre e ficou com medalhas de prata ao competir na prova masculina do revezamento 4x100 metros livre e do revezamento 4x200 metros livre.
No Campeonato Australiano de Natação de 2016, disputou em oito provas e obteve a medalha de ouro nos 400 metros livre, prata nos 200 metros livre e no revezamento 4x50 metros livre.
É treinado por Michael Sage no Clube de Natação Kawana Waters.
Disputou quatro provas de natação nos Jogos Paralímpicos da Rio 2016 e chegou às finais em duas delas. Ficou em sétimo nos 200 metros medley individual da categoria SM14 e em quinto nos 200 metros livre S14. Também nadou as provas dos 100 metros peito SB14 e dos 100 metros peito da categoria S14, porém não conseguiu chegar às finais.